# 고촌근린공원
고촌근린공원(高村近隣公園)은 경기도 김포시 고촌읍 신곡리에 위치해 있는 도시근린공원이다. 고촌읍 신곡리 1250번지의 남서쪽에 위치해 있다.